# Enhydra macrodonta
Enhydra macrodonta és una espècie extinta de mamífers carnívors de la família dels mustèlids que visqué durant el Plistocè mitjà al Pacífic nord. Se n'han trobat restes fòssils a Califòrnia (Estats Units). És un parent proper de la llúdria marina (E. lutris) d'avui en dia. Basant-se en les proporcions de la mandíbula, és possible que el crani fos una mica més gros que en el seu congènere vivent.